# فیرچایلد سوپر۷۱
فیرچایلد سوپر۷۱ (به انگلیسی: Fairchild_Super_71) یک هواگرد ملخ‌پیشین تک‌موتوره از نوع ترابری بار ساخت شرکت Fairchild Aircraft Ltd. (Canada) است. هواگرد فیرچایلد سوپر۷۱ نخستین پروازش را در ۳۱ اکتبر ۱۹۳۴ میلادی انجام داد. در مجموع، تعداد ۴ فروند از این هواگرد ساخته شده‌است.